# Bontkirchen

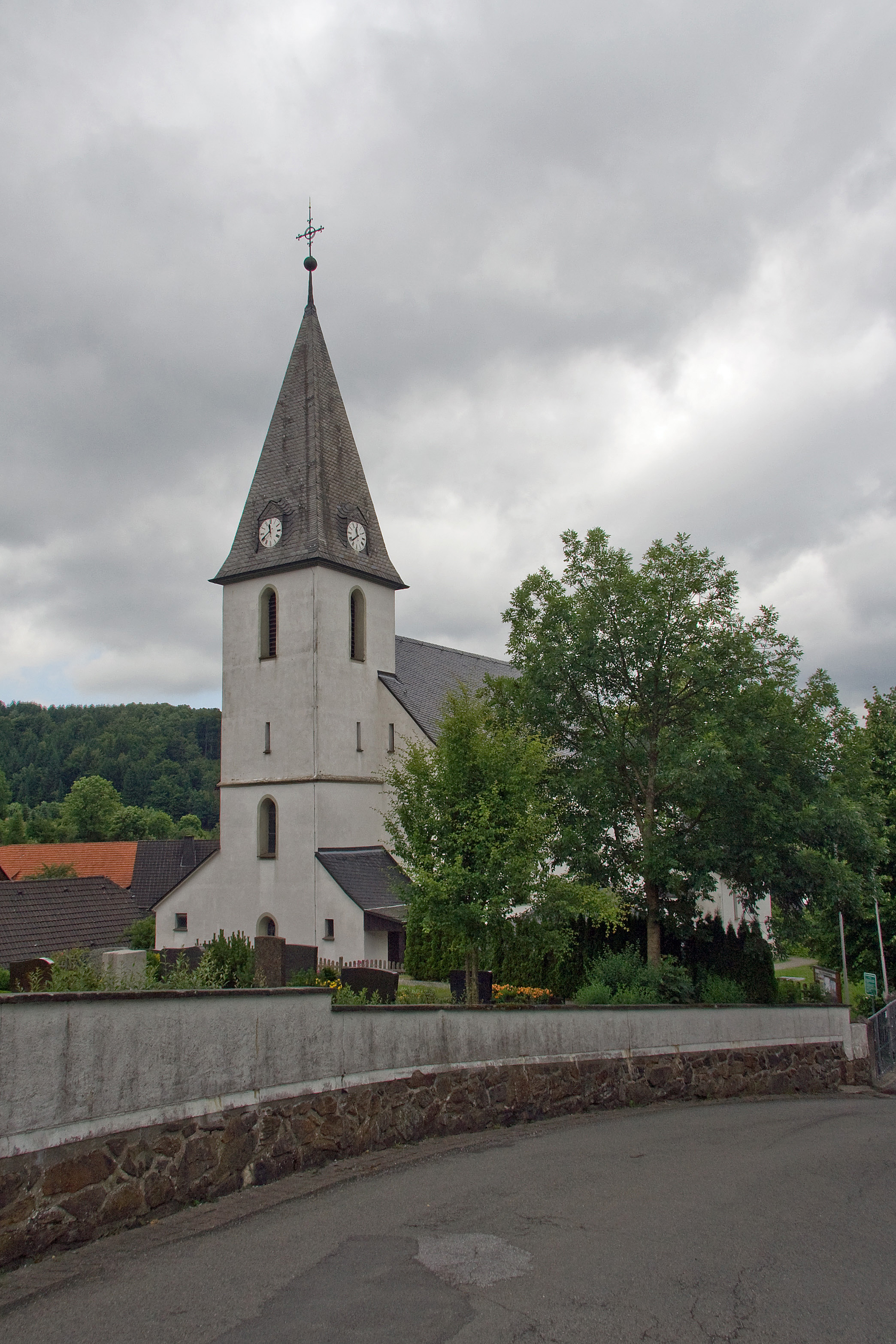
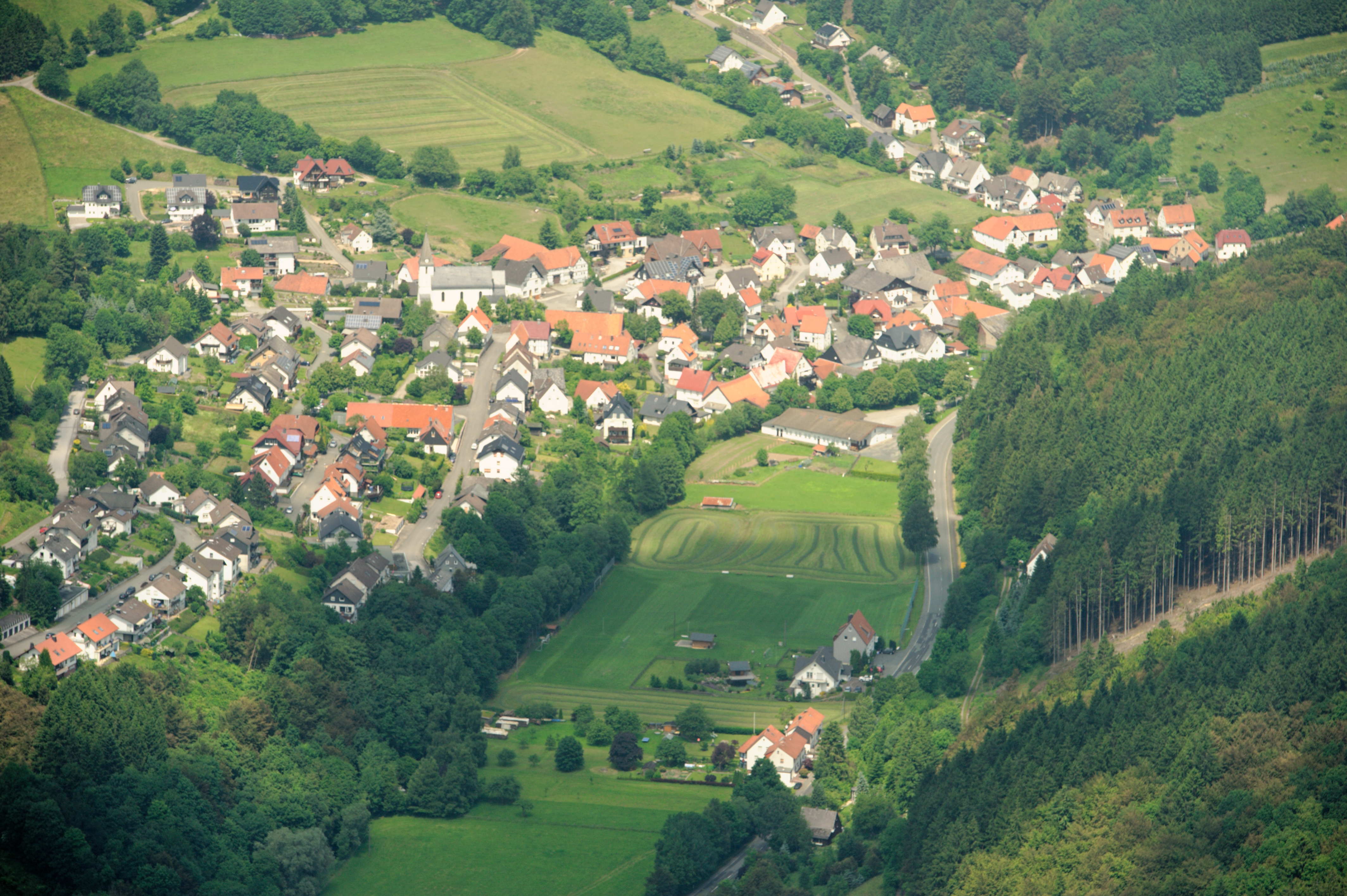

Bontkirchen is een klein dorp van de gemeente Brilon in de Duitse deelstaat Noordrijn-Westfalen. Het is een rustig stadje midden in de natuur. Het ligt dicht bij Willingen en bij Winterberg. Bontkirchen heeft ongeveer 510 inwoners.